# Via del Corso (Roma)

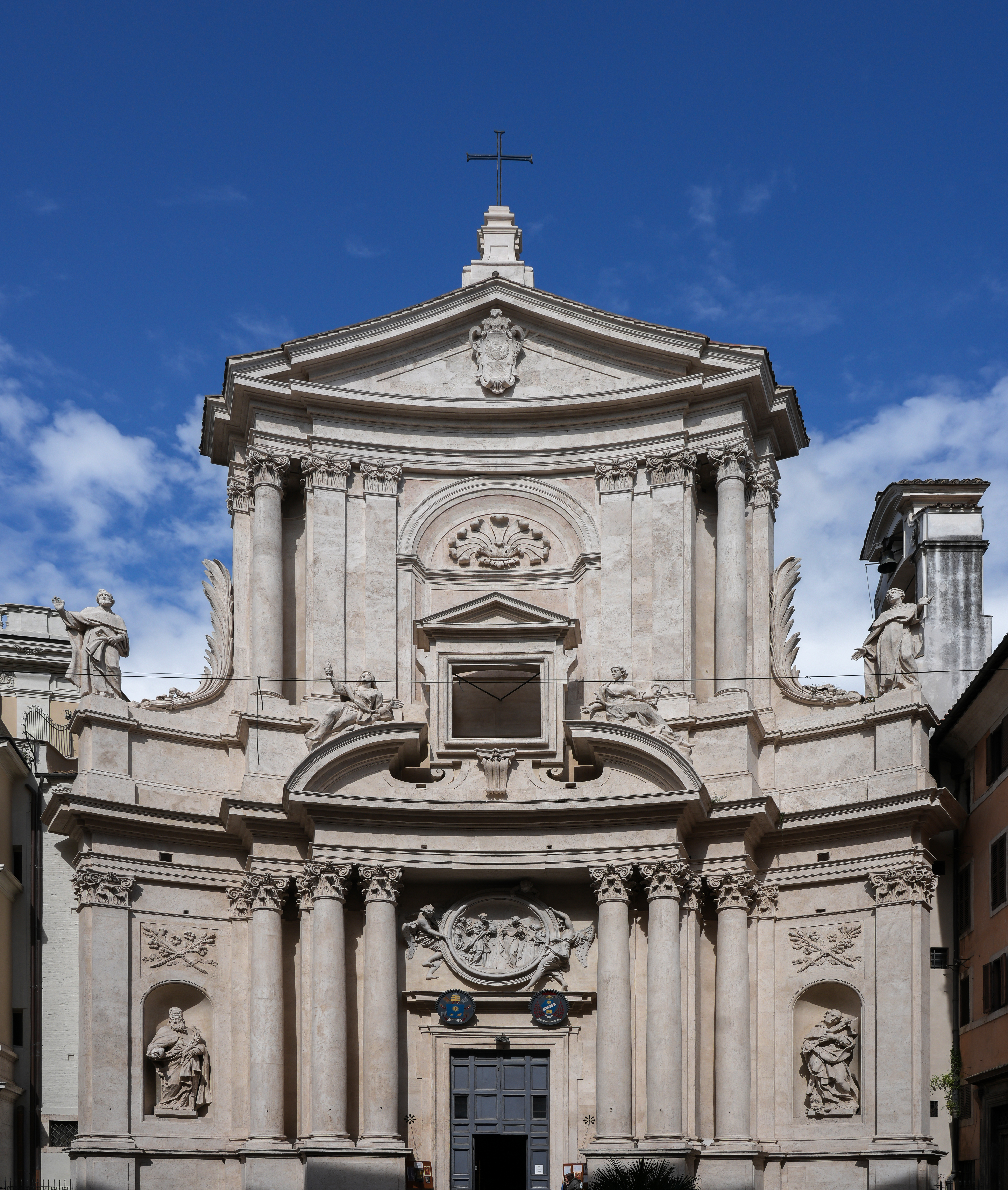
San Marcello al Corso

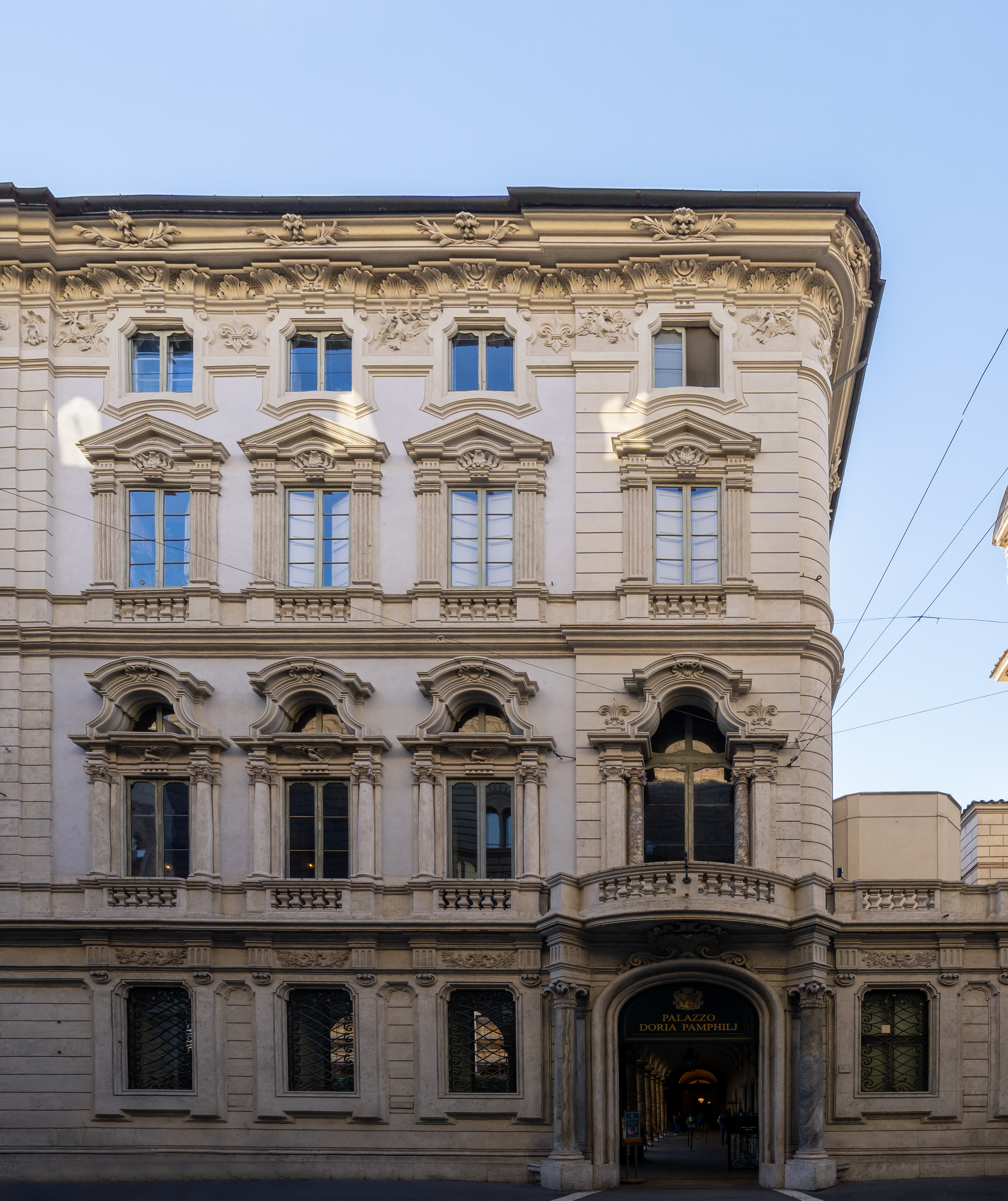
Palazzo Doria Pamphili

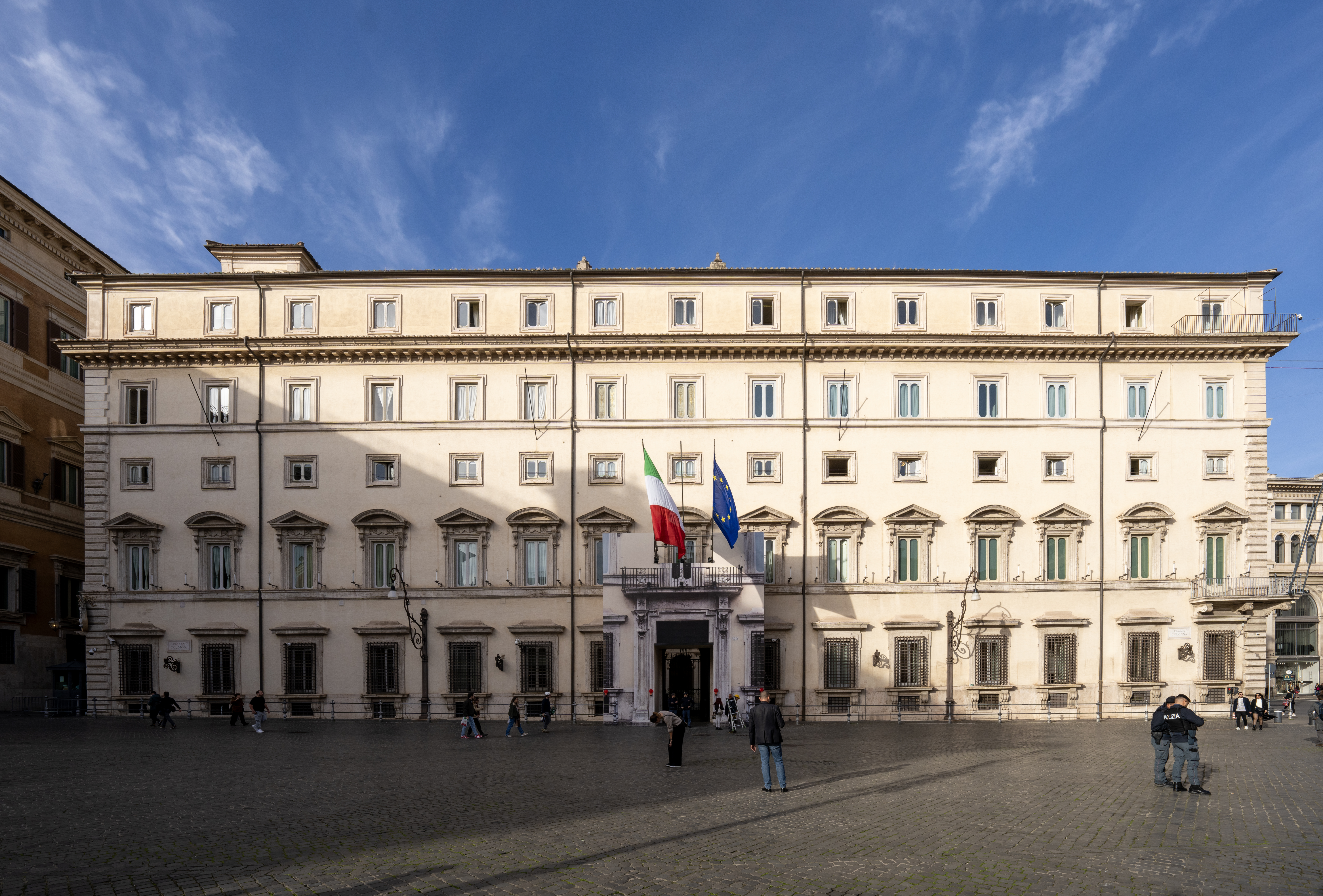
Palazzo Chigi

Via del Corso è una nota strada storica del centro di Roma che collega piazza Venezia a piazza del Popolo e misura all'incirca 1,6 chilometri. È l'arteria centrale del complesso stradale conosciuto come Tridente.

## Storia
Il tracciato rettilineo della strada ricalca quello dell'antico tratto urbano della Via Flaminia, chiamato nell'antichità e nel Medioevo via Lata.
Nel Medioevo il rettilineo originario, soggetto alle esondazioni del Tevere a causa del basso livello altimetrico, sarebbe stato abbandonato a favore di una strada sita ad una quota più elevata: secondo un recente studio si tratterebbe dell'antica via Biberatica, che, a partire dal Foro di Traiano, seguiva le attuali vie delle Tre Cannelle e di Sant'Eufemia, piazza Santi Apostoli, via di San Marcello, piazza dell'Oratorio, via di Santa Maria in Via (tratto oggi interrotto dalla Galleria Sciarra), piazza San Claudio, piazza di San Silvestro, via del Gambero, e si riconduceva quindi sull'antica via Flaminia all'altezza della chiesa di San Lorenzo in Lucina. 
Papa Paolo II nel 1467 provvide a rettificare il tracciato della strada riconducendolo sostanzialmente a quello antico; qui trasferì le corse del Carnevale, molto seguite dai romani, che si erano fin allora svolte al Monte Testaccio; involontari protagonisti delle corse erano in primo luogo gli ebrei, costretti a correre tra le ingiurie, ma molto attesa era anche la corsa dei cavalli, detti bàrberi (Berbero) poiché provenienti dalla Barberia (Africa settentrionale). La corsa, che si svolse fino al 1883, quando un incidente mortale portò alla sua abolizione, si disputava lungo il tratto compreso tra lo scomparso Arco di Portogallo (all'altezza di via della Vite) fino a piazza Venezia presso il Palazzetto Venezia che era costeggiato da una via nota come Ripresa de' barberi, dove cioè venivano ripresi i cavalli al termine della corsa, e ha portato all'affermazione del nome di via del "Corso". 
Il nome della via cambiò in corso Umberto I dopo il regicidio di Umberto I, nel 1900; nel 1944, divenne corso del Popolo; due anni dopo, venne reintrodotto quello che è il toponimo attuale.

## Monumenti
I due punti di fuga prospettici di via del Corso sono assai rappresentativi: verso sud la via è in asse con il Vittoriano, o Altare della Patria, mentre verso nord l'asse stradale punta verso l'obelisco Flaminio, in piazza del Popolo.
Lungo il percorso si trovano un gran numero di palazzi gentilizi e chiese. Partendo da piazza Venezia incontriamo il seicentesco Palazzo Bonaparte, o Misciattelli, poi il barocco Palazzo Mancini-Salviati, e la facciata di Palazzo Chigi Odescalchi del XIX secolo. Quindi si incontra il Palazzo Doria-Pamphilj con la Galleria Doria Pamphilj e il Palazzo De Carolis, di fronte a questo troviamo la chiesa di San Marcello e di seguito il Palazzo Sciarra Colonna. 
Lungo la strada si trova piazza Colonna, con la Galleria Alberto Sordi (ex Galleria Colonna), edificata in luogo del demolito Palazzo Piombino agli inizi del Novecento, il cinquecentesco Palazzo Chigi, Palazzo Ferrajoli e Palazzo Wedekind. Su largo Chigi, di fronte all'omonimo palazzo, il palazzo Bocconi, edificio eclettico di fine '800 cui segue Palazzo Marignoli, fatto costruire dal marchese Filippo Marignoli, Senatore del Regno, dopo il 1878.
Subito dopo, all'altezza di via del Tritone è la chiesa di Santa Maria in Via.
Altro edificio di interesse è Palazzo Ruspoli, sede del Museo della Fondazione Memmo; poco più avanti è largo Goldoni, dove Carlo Goldoni visse, all'incrocio con il lungo rettilineo via dei Condotti-via della Fontanella Borghese: la prima celebre strada conduce, tra boutique d'alta moda, a piazza di Spagna, la seconda termina in piazza Borghese dov'è l'omonimo Palazzo.

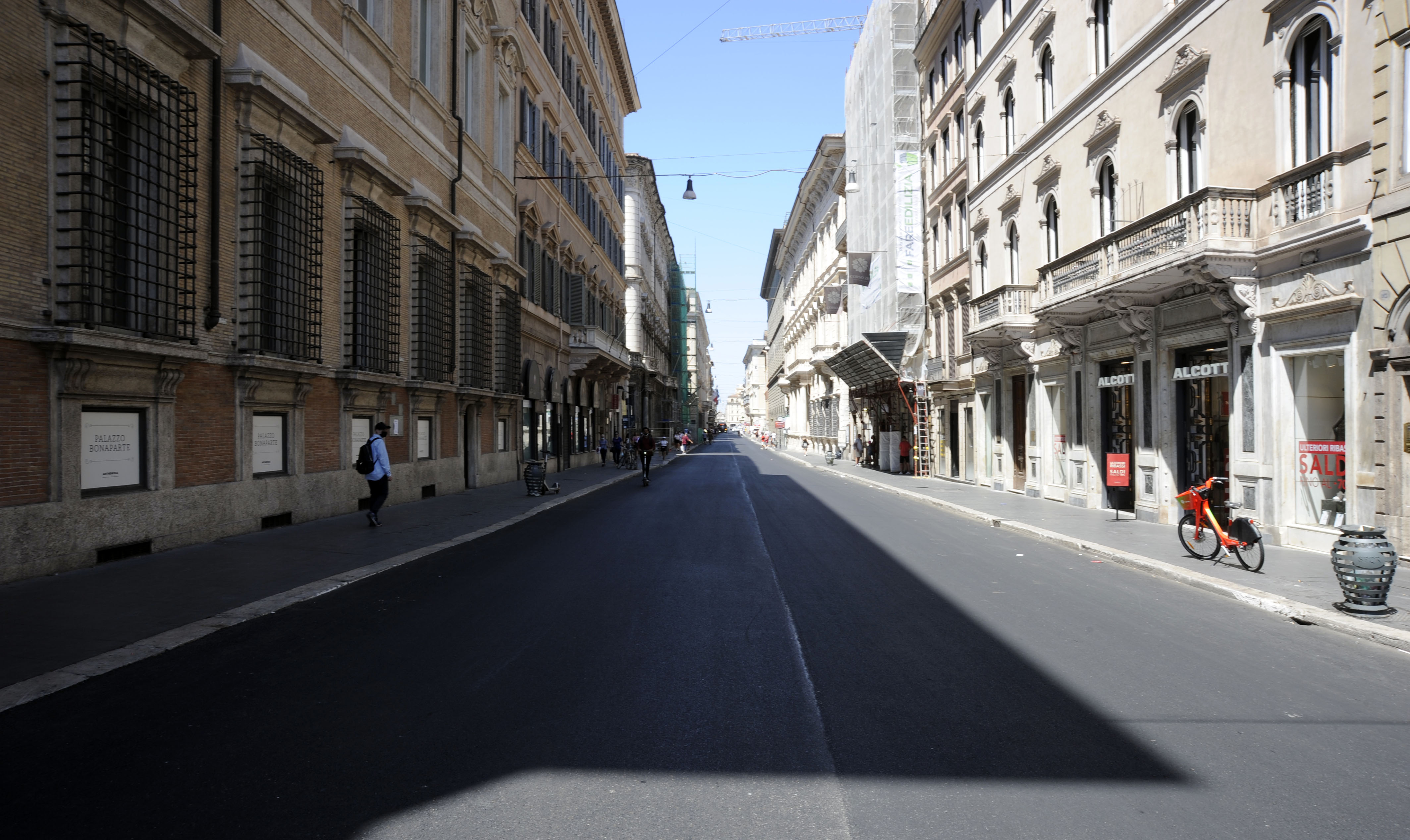
Via del Corso nel 2021

La chiesa nazionale di San Carlo al Corso, più oltre, ha una grande cupola realizzata da Pietro da Cortona. Di seguito troviamo altre due chiese, quella di Gesù e Maria e quella di San Giacomo in Augusta (XVI secolo), con l'annesso ospedale del XIV secolo, chiuso solo nel 2008. Appena oltre vi è Palazzo Rondinini, sede del Nuovo circolo degli scacchi. Al civico 18, vi è la casa di Goethe.
Al termine di via del Corso si trovano le due chiese di Santa Maria in Montesanto e Santa Maria dei Miracoli, che affacciano su piazza del Popolo, ove al centro è collocato obelisco Flaminio. La Porta del Popolo, all'altro estremo della piazza, costituisce storicamente l'accesso settentrionale alla città: da essa inizia la via Flaminia. Proprio accanto alla porta sorge la basilica di Santa Maria del Popolo.

## Il Tridente
Via del Corso è la strada centrale del Tridente, ampio intervento urbanistico compiuto tra il XV e il XVII secolo, che riordinò le tre strade che dalla porta principale di Roma, Porta del Popolo, veicolavano il traffico verso le basiliche maggiori: 
- via di Ripetta verso Ponte Sant'Angelo e San Pietro;
- via del Corso (originariamente detta Via Lata), che attraverso il Campo Marzio raggiungeva il palazzo pontificio di piazza Venezia e proseguiva poi per il Laterano;
- via del Babuino, che attraverso piazza di Spagna saliva poi verso Santa Maria Maggiore.